# No Way Out (WWE)
WWE No Way Out è stato un pay-per-view prodotto dalla World Wrestling Entertainment e solitamente svolto nel mese di febbraio. La prima edizione dell'evento risale al 2000 e si svolse con cadenza annuale fino al 2009. In seguito venne realizzata un'unica edizione nel 2012. Dal 2002 al 2006 l'evento era esclusiva del roster di SmackDown!, mentre dal 2007 divenne uno show tri-branded, ovvero accessibile a tutti i tre roster (Raw, SmackDown! e ECW).
Il nome di questo ppv è una presa in giro da parte della WWE di quello che era il fenomeno del momento, il New World Order, stable della World Championship Wrestling; la WCW notò che questo ppv aveva le stesse iniziali del suo gruppo ed obbligò la WWF a cambiare nome dell'evento per evitare una causa in tribunale. Per cavarsela, la WWF aggiunse la parte finale of Texas in onore dello stato nel quale di lì a poco si sarebbe tenuto l'evento.

## Edizioni
|  | Evento esclusivo del roster di SmackDown |

| Edizione        | Data             | Città           | Sede                  | Main event                                                                     |
| --------------- | ---------------- | --------------- | --------------------- | ------------------------------------------------------------------------------ |
| 2000 (Dettagli) | 27 febbraio 2000 | Hartford        | Hartford Civic Center | Cactus Jack vs. Triple H                                                       |
| 2001 (Dettagli) | 25 febbraio 2001 | Las Vegas       | Thomas & Mack Center  | Kurt Angle vs. The Rock                                                        |
| 2002 (Dettagli) | 17 febbraio 2002 | Milwaukee       | Bradley Center        | Chris Jericho vs. Steve Austin                                                 |
| 2003 (Dettagli) | 23 febbraio 2003 | Montréal        | Bell Centre           | Hulk Hogan vs. The Rock                                                        |
| 2004 (Dettagli) | 15 febbraio 2004 | Daly City       | Cow Palace            | Brock Lesnar vs. Eddie Guerrero                                                |
| 2005 (Dettagli) | 20 febbraio 2005 | Pittsburgh      | Mellon Arena          | Big Show vs. JBL                                                               |
| 2006 (Dettagli) | 19 febbraio 2006 | Baltimore       | 1st Mariner Arena     | Kurt Angle vs. The Undertaker                                                  |
| 2007 (Dettagli) | 18 febbraio 2007 | Los Angeles     | Staples Center        | Batista e The Undertaker vs. John Cena e Shawn Michaels                        |
| 2008 (Dettagli) | 17 febbraio 2008 | Las Vegas       | Thomas & Mack Center  | Chris Jericho vs. JBL vs. Jeff Hardy vs. Shawn Michaels vs. Triple H vs. Umaga |
| 2009 (Dettagli) | 15 febbraio 2009 | Seattle         | KeyArena              | Chris Jericho vs. Edge vs. John Cena vs. Kane vs. Mike Knox vs. Rey Mysterio   |
| 2012 (Dettagli) | 17 giugno 2012   | East Rutherford | Izod Center           | Big Show vs. John Cena                                                         |